# Nicolas Fiallos
Santos Nicolas Fiallos (25 de julio de 1919-18 de enero de 2022) nacido en Baños de Agua Santa en Ecuador, es un músico, compositor de pasillo, pintor y zapatero ecuatoriano.

## Biografía
Nació el 25 de julio de 1919 en Baños, Ecuador, sus últimos años residió en Quito junto a sus nietas, y familia. Falleció en  Quito el 18 de enero del 2022. A la edad de 7 años, en la casa de su abuela, comenzó raspando una guitarra, y terminó por fascinarle el instrumento, por lo que se interesó en la música. Se casó a la edad 22 años con Macrina Emelina Guevara quien tenía 16 años, y tuvieron dos hijos, Jaime Enrique y Rafael Fiallos Guevara. Su fuente de inspiración, ha sido y continúa siendo, el amor, la belleza de las mujeres y los paisajes de su ciudad natal Baños, es el autor de más de 450 pasillos y pasacalles. entre otros ritmos tradicionales del Ecuador.
Realizó su primer viaje a Quito junto a su colega Julio Cañar, con el que cantó por primera vez en una radio un pasodoble para la radio El Palomar. Tiempo después pasó a radio Bolívar, hasta que finalmente permaneció por 4 años en radio Democracia, interpretando en vivo sus canciones.
Sus composiciones han sido interpretadas por varios artistas como Julio Jaramillo, Hermanas Mendoza Suasti, Paulina Tamayo, Segundo Rosero, Hnas. Mendoza Núñez, Trío Colonial, Teresita Andrade, Ana Lucia Proaño y Margarita Laso.
Ha sido acreedor de múltiples reconocimientos nacionales como internacionales, siempre con un carisma particular y una amena conversación.